# جيرالد ديكسون
جيرالد ديكسون (بالإنجليزية: Gerald Dixon)‏ هو لاعب كرة قدم أمريكية أمريكي، ولد في 20 يونيو 1969 في روك هيل في الولايات المتحدة.

## وصلات خارجية
- جيرالد ديكسون على موقع مرجع كرة القدم المحترفة.كوم (الإنجليزية)